# Shannonomyia (Shannonomyia) subsopora
Shannonomyia (Shannonomyia) subsopora is een tweevleugelige uit de familie steltmuggen (Limoniidae). De soort komt voor in het Neotropisch gebied.